# Pretrž
Pretrž – wieś w Słowenii, w gminie Moravče. W 2018 roku liczyła 29 mieszkańców.